# 七人の侍 (2008年のパチンコ機)
七人の侍 (2008年のパチンコ機)は、2008年8月にビスティが発売した、1954年に公開された黒澤明監督による同名映画がモチーフとなっているパチンコ機のシリーズ名。
CR七人の侍の1機種がある。

## 概要
液晶型のデジパチ。同名映画を新たに千葉真一や永瀬正敏といった豪華キャストを起用して撮り下ろししたオリジナル映像でリメイクされている。リーチ演出などでオリジナル映像の実写シーンが使われている。

原作のストーリーは、野武士に襲われることに悩む農民が侍を雇って野武士に対抗するというもので、七人の侍が徐々に集う様子や、長老が侍を雇う決心をする大事な場面は、実写エピソードリーチとして本機の演出でも重要な役割を担っている。

豪華役者陣による実写演出が本機の目玉となっており、豊富に搭載された実写映像は激アツの名シーン予告や、カットイン予告、ラウンド中のストーリー紹介などに使用され、見所満載となっている。

本機には3つの可動役モノが配置されており、兜型の役モノは擬似連に対応し、刀役モノと旗役モノは動けばチャンスアップとなる。様々な場面で演出をサポートする可動役モノの迫力ある動きで、よりプレイを楽しめるようになっている。

発売されたのは潜伏確変なしのミドルスペック1種のみとなっている。

## スペック
- CR七人の侍[1]
  - 賞球数 3&4&10&13
  - 大当たり最高継続 15R（9カウント）
  - 大当たり確率 1/329.3
  - 確変中大当たり確率　1/32.9
  - 確変継続率　65%
  - 確変期間　次回大当たりまで
  - 時短システム　通常大当たり終了後100回転

## 図柄
確変図柄
- 三
- 五
- 七
- 人
- 侍

通常図柄
- 一
- 二
- 四
- 六

## 演出
予告アクション
- ストーリーステップアップ予告

ステップアップは最大で5段階まで発展し、背景ごとに異なる演出が展開される。途中の段階を跳ばすジャンプアップパターンが発生すると期待大となる。
ステップ1では最初に野武士が登場する。野武士の色と人数で信頼度が異なり、野武士の色は黒→赤→水玉→金の順に期待度が高くなっており、出現する人数は1人→2人→3人の順に信頼度が高くなっている。
ステップ2に発展すると農民が登場する。この時に農民ではなく志乃が出現するとボタン予告へと発展する。
ステップ3に発展すると野武士が農民を襲撃する。ステップ3発展時点でリーチが確定する。
ステップ4に発展すると野武士が農民から様々な物を略奪する。略奪された物が豪華なほど期待度もアップし、金色の物が奪われた場合は激アツである。ステップ4発展時点でスーパーリーチが確定する。
ステップ5に発展すると農民の怒りが爆発する。ステップ5まで発展するとスーパーリーチ確定に加えて信頼度も大幅にアップし、激アツとなる。
- 小背景変化予告

村人たちの暮らす農村を舞台に背景が変化する。基本となる背景は農村･水車小屋･宿場の3種類あり、左右いずれかに切り替わる演出が発生すると背景が変化する。
- 大背景変化予告

背景が回転し変化する。ふすまが閉まって変化するパターンもあり、この場合はリーチ発展が濃厚となり、ふすまに「七人の侍」と書かれていれば激アツとなる。
農村実写背景が出現した場合と、「水神の森」に移行した場合も激アツである。
- 農民会話予告

変動開始時にセリフが出現し、ボタンプッシュで発展していく予告。最大3ステップまであり、3人目まで発展すればチャンスで、セリフ枠の色でも期待度を示唆する。
セリフ枠の色は、白→緑→赤→水玉の順に信頼度がアップしていき、水玉出現時はその時点で激アツとなる。
- ミニキャラ予告

バラエティ豊かなキャラクターが登場。種類や数によって期待度が変化する。トンビが出現した場合は、数が多いか金色で出現すれば期待度がアップする。キツネ出現時は、キツネが何に変身したかで期待度が変化する。紅葉出現時は、擬似連続予告発展のチャンスとなる。通行人が出現するとリーチ発展先などを示唆する。
- 志乃押しボタン予告

ステップアップ予告のステップ2で志乃が出現すると発展。ボタンを押して吹き出しの中に表示されたアイテムの種類によって信頼度が変化する。
表示されるアイテムには「湯飲み」「海苔巻き」「まんじゅう」「稲穂」「ネコ」「とっくり&おちょこ」「ツボ」「かかし」などがあり、この中では「かかし」が最も信頼度が高い。
ボタン予告で「Bisty」のロゴや「七人の侍」が出現した場合はプレミアムパターンとなる。
- 名シーン予告

リーチ発展前に実写映像の名シーンが流れる予告アクションで、色々なシーンが出現する。発生するだけで大当たりの期待度が一気に高まる激アツ予告アクションとなっている。
- 実写カットイン予告

ロングリーチ発展時や、三叉分岐演出時、アニメリーチ中などに発生する可能性がある。弱めのリーチでも発生することでいきなり期待度が大幅にアップし、激アツのリーチに変化する。
- 変動開始音予告

デジタル回転開始時に発生する効果音の種類で信頼度が変化する。馬のいななきやホラ貝の音が発生するとチャンスアップとなる。
- リーチボイス予告

リーチ成立時に流れる音声によって信頼度が変化する。五郎兵衛の「リーチ」ボイス発生でチャンスとなり、志乃の「リーチ」ボイスか五郎兵衛の「決戦」ボイス発生時は信頼度が大幅にアップする。
- 図柄すべり予告

図柄が燃え上がって変化するパターンや、横回転などで再変動する予告アクションで、擬似連予告時にも発生する可能性がある。キャラが出現するパターンでは、鞠が大きいとチャンスアップとなる。
- 神剣フラッシュ

様々なタイミングで動き出す役モノ予告。刀役モノが振動するとチャンスアップとなり、デジタル変動中やリーチ後に落下して激しい音と光を放つと実写バトルリーチ発展を示唆する激アツ予告となる。リーチ中や大当たり中に作動して復活大当たりや確変昇格することもある。
- 武者震い連続予告

液晶右側にある兜役モノは回転中に上下に振動すれば擬似連のチャンスとなる。擬似連発生時は液晶内の天候も変化し、連続するほど期待度が上昇する。擬似連1回目の天候は小雨で、2回目は大雨、3回目は虹と変化し、最大で4回まで擬似連が継続することがある。
- 旗役モノ予告

通常時に作動すればチャンスアップとなり、分岐演出前に発生すれば信頼度が大幅にアップする。ハズレ後や分岐演出時に作動すると突確の野武士襲来モードに移行が確定となる。
- インパクトフラッシュ予告

衝撃的告知音に合わせて筐体が七色に光る、超激アツ告知。大当たり確定のプレミアム演出となっている。
- 枠ランプ予告

様々な色に枠ランプが点灯する。点灯する色で期待度が異なり、水色や黄色に点灯したら激アツである。

リーチアクション
基本的にどのリーチに発展する場合もノーマルリーチを経由していく。ノーマルリーチから発展する時に「三叉分岐演出」が発生し、農民が向かう方向によって発展先が変化する。右へ行くとアニメ系リーチに、左へ行けばロングリーチに発展。直進すると野武士リーチに発展する。
アニメ系リーチ
- ロングリーチ

三叉分岐演出で左に進むと発展する農民が侍を探すアクション。信頼度は低めだが、ハズレ後に旗役モノが作動すると突確で、野武士襲来モードに突入する可能性もある。
- 魚取りリーチ

菊千代が滝つぼで巨大な魚を捕まえるリーチアクションで、魚の色で信頼度が変化する。アニメ系リーチはハズレ後にアニメバトルリーチや実写バトルリーチに発展する可能性がある。
- 槍特訓リーチ

アニメ系リーチの１つで、久蔵が槍の特訓を行なう演出で展開していくリーチアクション。農民たちが槍で図柄を壊していき、当たり図柄を突き刺せば大当たりとなる。槍の種類で信頼度が変化する。
- 侍試しリーチ

菊千代が侍かどうかを試すシーンがアニメで再現されたリーチアクション。勘兵衛が見届ける前で、勝四郎の刀を菊千代が受け止められれば大当たりとなる。背景の月にもチャンスアップパターンが存在する。
- 野武士リーチ

三叉分岐演出で直進した後、「農民依頼演出」が発生し野武士リーチに発展する。農民と野武士が対決し、農民が勝てば大当たりとなり、ハズれても侍などが出現すれば実写系リーチに発展することがある。
農民依頼演出発生時に刀役モノが作動した場合は、野武士リーチではなく実写バトルリーチなどに発展する。
- アニメバトルリーチ

アニメ系リーチでハズれた後に菊千代が再登場するとこのバトルリーチに発展し、菊千代が野武士と対決する演出がスタートする。野武士を倒すことができれば大当たりとなる。背景キャラや葉っぱの色で信頼度が変化する。
実写系リーチ
- 実写バトルリーチ（平八）

平八が野武士の頭領と対決するアクション。名前が金文字や、役モノの作動、キャラカットイン、画面枠の炎などが発生するとチャンスアップとなる。実写バトルリーチの中では信頼度が低めのリーチとなっている。
- 実写バトルリーチ（五郎兵衛）

五郎兵衛が野武士の頭領と対決するアクションで、平八同様に単体では信頼度が低めとなっている。敗北した場合でも武器がカットインすると逆転大当たりとなる。
- 実写バトルリーチ（七郎次）

平八や五郎兵衛と比べるとやや信頼度がアップする実写バトルリーチ。七郎次が勝利すれば大当たりとなる。チャンスアップが加わればさらに信頼度も上昇する。
- 実写バトルリーチ（勝四郎）

七人の侍の中では一番の若手となる勝四郎が野武士の頭領と対決するリーチアクション。一閃の攻撃をお互いに放った後、勝四郎が立っていれば大当たりとなる。
- 実写バトルリーチ（菊千代）

実写バトルリーチの中でも信頼度が高めとなる菊千代が登場するリーチ。「勝負」の文字出現時にカットインなどがあればチャンスアップとなる。
- 実写バトルリーチ（久蔵）

勘兵衛に次いで信頼度が高いのが久蔵の実写バトルアクション。野武士の頭領が種子島（火縄銃）を持っての対決となり、久蔵が火縄銃をかわせば大当たりとなる。
- 実写バトルリーチ（勘兵衛）

リーダーである勘兵衛が登場する実写バトルリーチ。七人を束ねるのにふさわしい活躍で野武士の頭領と1対1の激しい対決を展開していく。実写バトルリーチでは最も期待できるリーチとなっている。
- エピソードリーチ（決意）

原作映画冒頭の名シーンを再現した実写映像でリーチアクションが展開していく。野武士襲来の噂を聞いた農民が話し合いを行い、説得を受けた長老が野武士との対決を決意すれば大当たりとなる。
- エピソードリーチ（志乃救出）

勝四郎と志乃が山から帰る途中で野武士に襲われる。野武士にさらわれそうになっている志乃を助け出すことができれば大当たりとなる。
- エピソードリーチ（サムライ探し）

村を守ることを決意した勘兵衛の元に七人の侍が集結するエピソードを再現した実写リーチ。一人目から順に侍が登場していき、最後の七人目の侍となる菊千代が登場すれば大当たりとなる。
- 世界の三船全回転リーチ

原作で菊千代を演じた三船敏郎が登場する確変大当たり濃厚の全回転アクション。「サムライ外伝～三船敏郎参上～」のタイトルの後に、全回転で変動する図柄を次々に刀で切り裂いていく演出が展開する。
デジタル変動中、テンパイ直後、図柄停止後、アニメリーチ発展時など様々なタイミングで発生することがある。

問答無用の激アツ演出
- チャンス目

「七」「人」「侍」図柄が順不同で停止するとチャンス目出現となる。「七」「人」「侍」が順番通りに停止すれば「侍チャンス」へと発展し、「七」「人」「侍」がランダム停止の場合は「侍ルーレット」へと発展する。
- 侍ルーレット

チャンス目から発展するアクションの一つで、ルーレット演出で停止した実写エピソードリーチか、実写バトルリーチへと発展する。発生した時点で激アツである。
- 侍チャンス

チャンス目から発展するアクションの一つで、ジョグシャトルを回して選んだ実写バトルリーチへと発展する。発生した時点で激アツである。
- 志乃復活演出

リーチがハズれた後に志乃が出現すれば、画面を引き裂いて復活の大当たりとなる逆転演出。全てのリーチアクションで出現する可能性がある。
- 野武士襲来モード

突如馬のひづめが画面を覆い尽くし、野武士の顔がアップで出現すると突然確変の野武士襲来モードに突入となる。様々なタイミングで突入し、ドハズレやノーマルハズレ後、ロングハズレ後など突入ポイントは複数存在する。

ファイナルチャンス&ラウンド中演出
通常図柄での大当たり確定後は、チャンスボタンを押す昇格演出が発生。その際にアニメよりも実写で出現した方がチャンスとなる。ラウンド中の昇格演出もあり、野武士との三番勝負で勝つか、いきなり刀役モノが作動して神剣フラッシュが発動すれば確変昇格が確定となる。
- 一閃演出

菊千代が図柄を切り裂く演出が発生する。通常図柄を切り裂くことが出来れば確変図柄へと昇格する。
- ファイナルバトル

ラウンド中の昇格演出で、勝四郎が見事野武士を打ち破れば確変図柄へと昇格する。
- ラウンド中演出

大当たり中は今作のために収録された長山洋子「七人の侍〜麒麟の如く〜」のPVを始め、ストーリー紹介や登場人物紹介などが選択可能となっている。